# Wilhelm von Eiff
Wilhelm von Eiff (* 11. September 1890 in Göppingen; † 9. Mai 1943 in Stuttgart) war ein deutscher Maler und Glaskünstler.

## Leben
Von Eiff besuchte von 1897 bis 1904 die Oberrealschule in Göppingen. Es folgte eine vierjährige Lehre für Glasgravur bei der Württembergischen Metallwarenfabrik (WMF), Zweigstelle Göppingen. In den Jahren 1911 und 1912 besuchte er in Paris die Kunstakademie und studierte Malerei. Er erhielt erste Auftragsarbeiten in Glas- und Steinschnitt. 1913 besuchte er dank Gustav Edmund Pazaurek einen Kurs in Aktzeichnen an der Kunstgewerbeschule Wien und 1914 studierte er an der Kunstgewerbeschule Stuttgart in der Metallklasse bei Paul Haustein.
1914 bis 1918 leistete er Kriegsdienst bei der Artillerie und Infanterie (zuletzt als Leutnant), wobei er wiederholt zur Fertigung öffentlicher Aufträge sowie im Advent 1917 für seine Hochzeit in Ulm beurlaubt wurde. Von 1919 bis 1921 hatte er ein eigenes Atelier für Glasgravur in Stuttgart. 1921 bis 1943 hatte er einen Lehrauftrag an der Kunstgewerbeschule Stuttgart, Fachklasse für Glas- und Edelsteinbearbeitung, die er mit aufbaute. 1928 bis 1932 war Wilhelm von Eiff Mitglied des Deutschen Werkbundes. 1928 gehörte er zu den ersten Mitgliedern der Deutschen Glastechnischen Gesellschaft (DGG). 1937 nahm er an der Weltausstellung in Paris teil, wo er den Grand Prix für künstlerische Glas- und Edelsteinschnitte und eine Ehrenurkunde für radierte Fenster erhielt.
Von Eiff gehörte zu den bedeutendsten deutschen Glaskünstlern zwischen den beiden Weltkriegen neben Richard Süßmuth, Bruno Mauder und Wilhelm Wagenfeld. Er schuf vorwiegend Ehren- und Erinnerungsgaben, Schreine, Pokale, Vasen, individuell auf bestimmte Personen zugeschnitten. Seine Spezialität war der Reliefschnitt, insbesondere der Portraitschnitt. Es entstanden viele Zeichnungen anthroposophischen Inhalts, aber nur wenige Gemälde. Der Nachlass befindet sich im Stadtarchiv Stuttgart.